# Carbonato de bário
Carbonato de bário BaCO3, é um composto químico.
O mineral é nomeado após William Withering, que em 1784 reconheceu que ele fosse quimicamente distinto da barita. Ocorre em veias de minério de chumbo. A witherita é facilmente alterada para sulfato de bário pela ação da água contendo sulfato de cálcio e, portanto, são freqüentemente chamados de barita.

## Usos
É utilizado em pesticidas, fabricação de porcelanas, vidros e antigamente para refinação de açúcar.
É usado para fogos de artifício e preparação de sinalizadores.
É a principal fonte de bário e seus sais. É também usado para controlar o cromato em cromagem de peças industriais e decorativas em metal.

## Propriedades
Ele reage com muitos ácidos formando sais solúveis de bário, por exemplo, com o ácido clorídrico, o cloreto de bário. Apesar de reagir bem com o ácido clorídrico ou o ácido nítrico, não reage tão bem com ácido sulfúrico, que é o único ácido que não faz reação com o carbonato de bário devido ao sulfato de bário ser insolúvel em água.

## Segurança
É bastante tóxico por ingestão pelo fato de reagir com o ácido clorídrico do estômago, produzindo cloreto de bário, que sendo solúvel, entra na corrente sanguínea e nos mais diversos processos do metabolismo.
BaCO3 + 2 HCl → BaCl2 + H2CO3
BaCl2 + H2CO3 → BaCl2 + H2O + CO2(g)
BaCl2 + H2O → H2O + Ba2+ + 2 Cl-
Num caso de erro na fabricação de sulfato de bário a partir do carbonato de bário, no Brasil, causou por esta reação a morte de diversas pessoas.